# Marian Łabędzki
Marian Łabędzki (ur. 16 czerwca 1947) – polski samorządowiec i urzędnik, w latach 1993–1997 wicewojewoda łódzki, w latach 1999–2002 wicemarszałek województwa łódzkiego.

## Życiorys
Z wykształcenia magister historii. Ukończył kursy z zakresu rad nadzorczych i BHP. Pracował jako urzędnik w Kancelarii Sejmu. W 1998 krótko pozostawał prezesem Radia Łódź. Od 2002 był prezesem Regionalnej Organizacji Turystycznej Województwa Łódzkiego.
Zaangażował się w działalność polityczną w ramach Polskiego Stronnictwa Ludowego. W 1998 został wybrany do sejmiku łódzkiego z listy koalicyjnego Przymierza Społecznego. 1 stycznia 1999 został wiceprzewodniczącym zarządu województwa łódzkiego (od 30 maja 2001 pod nazwą wicemarszałek województwa), odpowiedzialnym za kulturę i sport. W 2002 bezskutecznie ubiegał się o reelekcję. 19 listopada 2002 w zakończył pełnienie funkcji w związku z upływem kadencji zarządu. Pozostawał następnie bezrobotny, a w 2003 został dyrektorem Zakładu Opieki Zdrowotnej w Głownie.
Mieszka w Łodzi.
W 1999 odznaczony Krzyżem Kawalerskim Orderu Odrodzenia Polski.